# Богданов, Фарит Валинурович
Фарит Валинурович Богданов (баш. Фәрит Вәлинур улы Боғҙанов; 7 октября 1932, Султанмуратово, Башкирская АССР — 12 марта 2001, Уфа) — башкирский драматург. Член КПСС с 1952 года, Союза писателей СССР с 1977 года. Заслуженный деятель искусств Республики Башкортостан (1992).

## Биография
Фарит Валинурович Богданов родился 7 октября 1932 года в деревне Султанмуратово Аургазинского района Башкирской АССР в семье колхозника. После окончания в 1949 году Султанмуратовской семилетней школы работал техническим секретарем, затем ответственным секретарем редакции районной газеты. В 1952 году вступил в Коммунистическую партию Советского Союза. В 1952—1955 годах служил в Советской Армии. В 1958 году поступил в юридический институт имени Д. И. Курского в Саратове. Получив высшее профессиональное образование, около десяти лет работал следователем в органах милиции и прокуратуры.

## Творческая деятельность
Первая пьеса Фарита Богданова под названием «Кто ты?» (баш. «Һин кем?») была поставлена в 1969 году на сцене Башкирского академического театра драмы имени М. Гафури. Затем были написаны пьесы «Любовь и преступление» (баш. «Мөхәббәт һәм енәйәт») в 1973 году, «Дороги встречаются на мосту» (баш. «Юлдар күперҙә осраша») в 1974 году, «Утренний туман» (баш. «Иртәнге томан») в 1976 году, которые ставились в различных театрах Башкортостана. «Дороги встречаются на мосту» и «Утренний туман» были переведены на русский язык и поставлены в ряде театров РФ. Он также написал пьесу из «Огни, зовущие меня» (1983; баш. «Мине саҡырған уттар»).